# Шиповская, Наталия Андреевна
Наталия Андреевна Шиповская (6 августа 1929 года, д. Ярок, Мичуринский район, Тамбовская область — 1 сентября 2007 года, Мичуринск) — советский хозяйственный, государственный и политический деятель, Герой Социалистического Труда.

## Биография
Родилась в деревне Ярок в 1929 году. Член КПСС.
С 1943 года — на хозяйственной, общественной и политической работе. В 1943—2002 гг. — отделочница в Мичуринском райпромкомбинате, студентка отделения животноводства Чакинского сельскохозяйственного техникума, доярка в учхозе, бригадир молочно-товарной фермы учхоза «Комсомолец» Мичуринского района Тамбовской области.
Указом Президиума Верховного Совета СССР от 8 апреля 1971 года присвоено звание Героя Социалистического Труда с вручением ордена Ленина и золотой медали «Серп и Молот».
Избиралась депутатом Верховного Совета РСФСР 8-го, 9-го, 10-го созывов.
Умерла в 2007 году в Мичуринске.